# 月島杏奈
月島 杏奈（つきしま あんな、1992年7月15日 - ）は、日本の元AV女優。 

## 略歴・人物
滋賀県出身。2015年5月にデビューしたAV女優。所属事務所はオールプロモーション。
2016年6月16日、ツイッターにて前年12月をもって引退していたことを報告。
元公務員ではあるが、デビュー時はすでに退職しており、デビュー前からデリヘル嬢として働いていた。

## 出演作品

### アダルトDVD
2015年
- 週刊誌でヌードデビューした噂の美しすぎる地方公務員がAVデビュー! 市役所観光課に勤める美人なのに男性経験たった2人の清純8頭身美女が淫らに喘ぎまくる!（5月21日、SODクリエイト）
- A5ランクの女 これが本当の月島杏奈（7月7日、ゴールデンタイム）
- 過激すぎるド素人娘 4時間スペシャル 26（7月10日、S級素人）
- 本気(マジ)口説き 専門学生・女子大生編 ナンパ▸連れ込み▸SEX盗撮▸無断で投稿（7月10日、MAGIC）
- ジム通い女子ナンパ! 〜トレーニング後には良質なタンパク質を!〜（7月21日、DOC）※「ゆきな」名義
- 尻貴族（7月25日、HMJM）
- GET! 素人ナンパ 浜松 No.175（8月7日、桃太郎映像出版）
- 日焼けギャルの火照った身体をアフターケアする無許可営業スキンケアサロン 2（8月11日、DOC）
- ギャルにオナホを渡し「僕のチ○コを思いっきりシゴいて下さい!」（8月11日、DOC）※「あんな」名義
- 超敏感!!妄想大好きレディコミ愛読者を公募で集めて電マ責め我慢出来たら10万円、ダメなら即SEX!! 怒濤の20人スペシャル!!（10月23日、S級素人
- ティーンハンティング vol.07（11月11日、DOC）※「ひなた」名義
- 「国語教師・英語教師・体育教師・保健室の先生・学校長…先生方の朝の性欲処理はボクの役割」 5人の女教師と連続セックスで精子からっぽ学園生活（11月12日、SODクリエイト）
- 変態家族 近親相姦 歪んだ一家の日常記録（12月1日、FAプロ）
- ゲスの極み映像 28人目（12月1日、フルセイル）
- 派遣OL杏奈のお仕事 OLスーツ倶楽部（12月24日、KIプロジェクト）

2016年
- 美尻売りの関西弁お姉さんに教えてもらう 体位図鑑（1月8日、バルタン）
- 接吻したがる卑猥なレンタル妻（1月8日、V&R PRODUCE）
- 社内のデキるマドンナはヤリマンOL肉便器（1月15日、ヌキ族）
- 一般男女モニタリングAV お見舞いに来た心優しい素人女子大生と入院中の男友達が大部屋の病室で1発10万円の連続射精ハメ撮りに挑戦! 入院生活で性欲が溜まりに溜まったギン勃ち○ポを見て女友達マ○コが疼きだす! 4組合計16発!（1月21日、ディープス）
- AJOI 究極の完全主観 オナニーサポートDVD 5 Aromatic Jerk Off Instruction（1月25日、アロマ企画）
- お願いします、私をイカセてください…。 初めての快感を求めてAV出演! …SEXに興味のない淡白な男とばかり付き合っている素人娘が初めてクンニされた快感の衝撃でその場に崩れ落ちる程感動!!（2月18日、Mr.michiru）
- じゅるじゅぱぶぽぽぉ 唾液量の多過ぎる卑猥な生フェラチオ（2月19日、SEX Agent）
- オナり愛液手コキ 3 〜溢れすぎたからシゴく時に塗ってあげるね〜（2月19日、SEX Agent）
- 大胆パンチラ番外編 スカートの中に潜り込みたい! 超接近型挑発P2（2月25日、アロマ企画）
- 全裸角オナニー 5（2月25日、アロマ企画）
- 女王蹂躙地獄 vol.7 淫堕炎上!全身性感帯にされた女王様（3月1日、 Baby Entertainment）
- ガニ股痴女（3月17日、グローリークエスト）
- ママ友のヤリサー!! 子供が同じ幼○園に通うママたち大人のサークル 子供が幼○園に通ってる間に子供の友達のパパに中出しをせがむママたち…（3月17日、Mr.michiru）
- 突然パンチラで挑発されてこっそりシゴいちゃった僕。 その10（4月13日、アロマ企画）

## 書籍
- 週刊大衆 2015年4/27号（2015年4月13日、双葉社） - グラビア（「統一地方選にモノ申す!現役美人市役所職員が脱いだ!」）